# Lepturopsis biforis
Lepturopsis biforis là một loài bọ cánh cứng trong họ Cerambycidae.